# Deep Freeze Range
Die Deep Freeze Range ist eine etwa 130 km lange und 16 km breite Gebirgskette im ostantarktischen Viktorialand. Sie erstreckt sich zwischen dem Priestley-Gletscher und dem Campbell-Gletscher und reicht vom westlichen Polarplateau bis zur Terra Nova Bay an der Scott-Küste. Höchste Erhebungen sind Mount Hewson (3720 m), der Shafer Peak (3600 m) und Mount Adamson (3400 m). 
Gipfel der unteren und mittleren Ausläufer wurden bereits bei frühen Expeditionen in die Rossmeerregion gesichtet. Die Gebirgskette wurde durch Vermessungen des United States Geological Survey und mithilfe von Luftaufnahmen der United States Navy in den Jahren 1955 bis 1963 kartografisch erfasst. Das Advisory Committee on Antarctic Names benannte sie in Erinnerungen an die im Jahr 1954 beginnenden Forschungsreisen im Rahmen der Operation Deep Freeze.

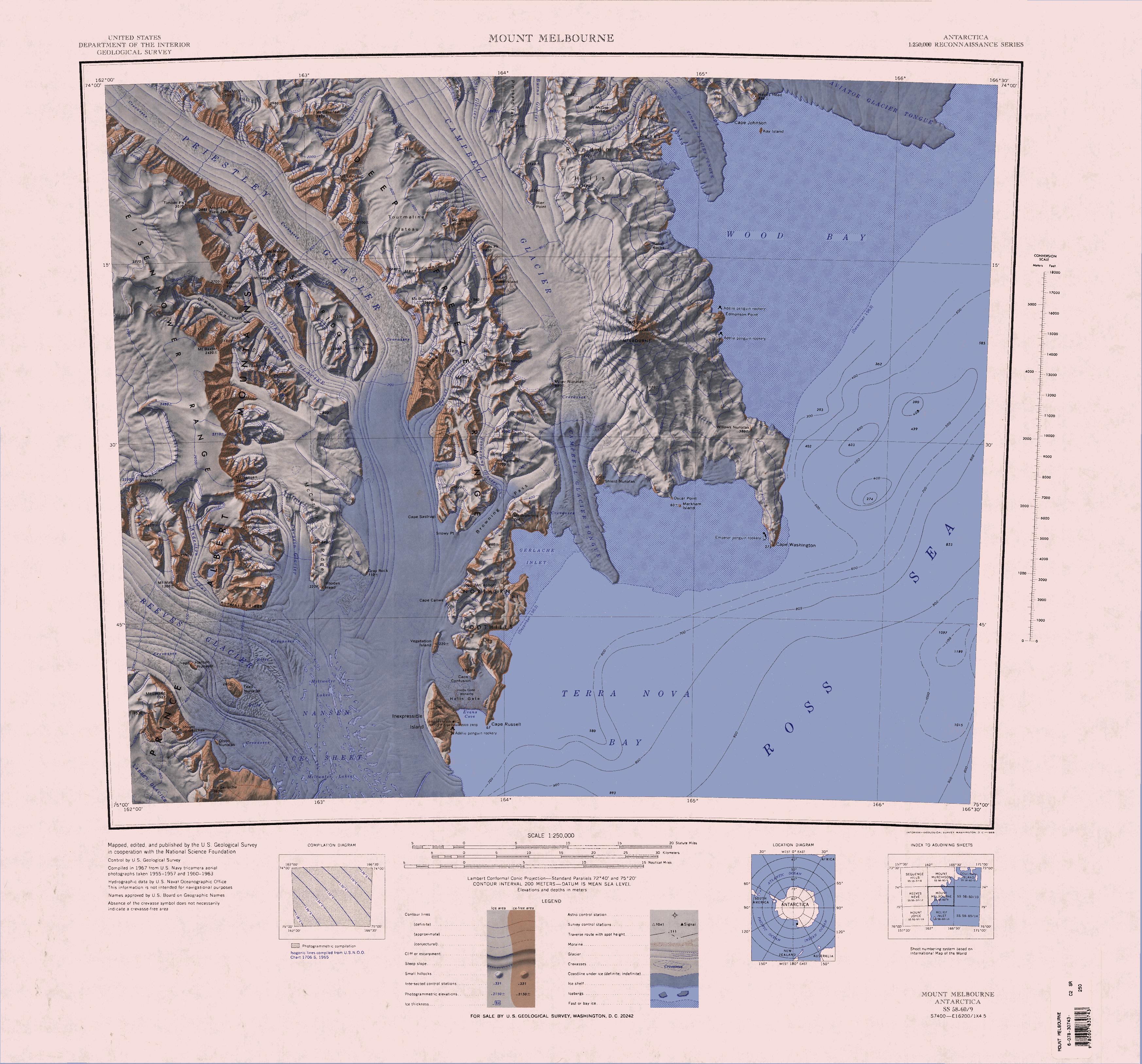
Kartenblatt Mount Melbourne von 1968, Deep Freeze Range in der Kartenmitte westlich des Vulkankegels
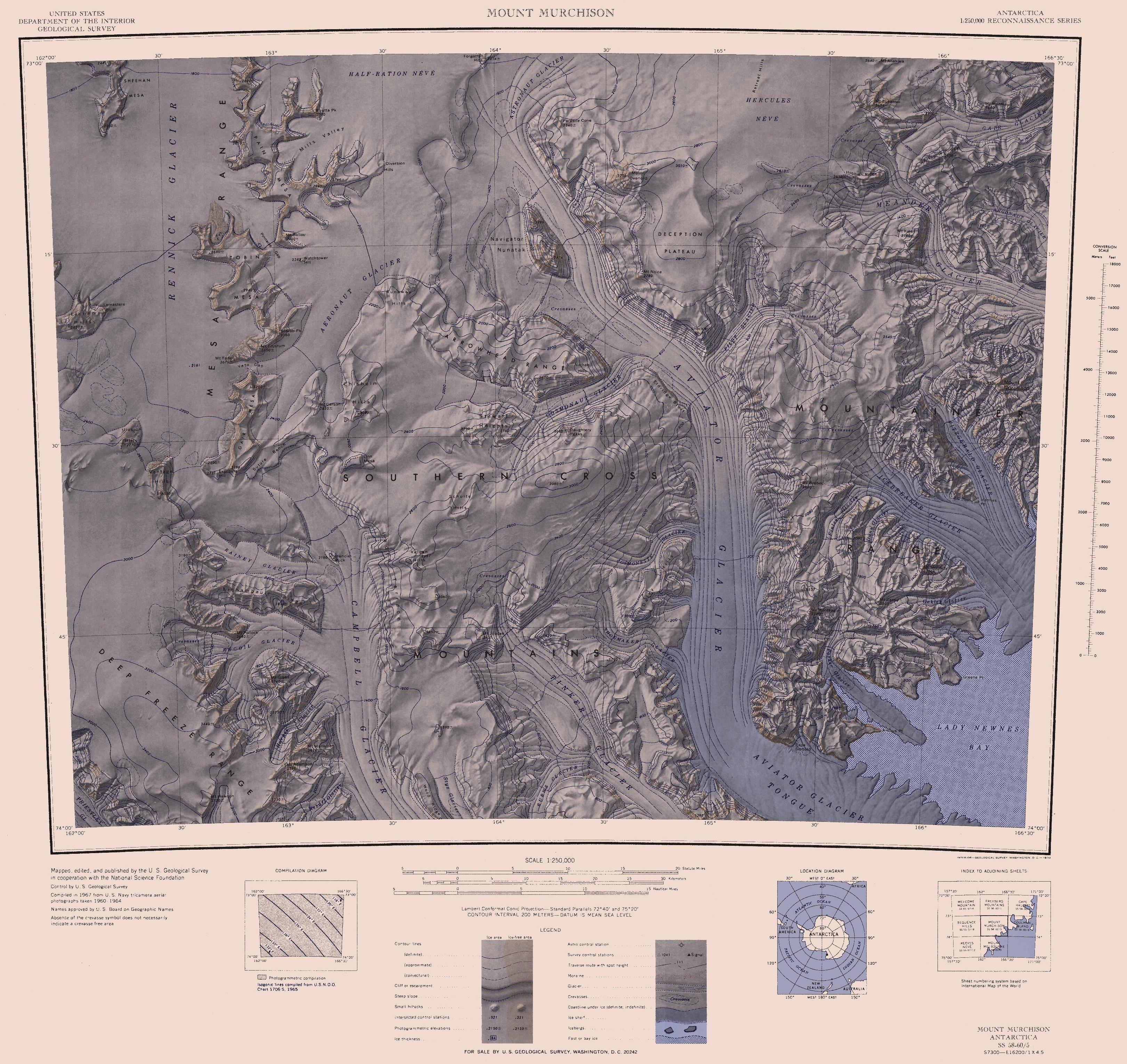
Kartenblatt Mount Murchison von 1967, Nordteil der Deep Freeze Range im südwestlichen Viertel der Karte